# Herse (Mond)
Herse (auch Jupiter L) ist einer der kleineren Monde des Planeten Jupiter.

## Entdeckung
Herse wurde am 6. Februar 2003 von Astronomen der Universität Hawaii entdeckt. Sie erhielt zunächst die vorläufige Bezeichnung S/2003 J 17 und wurde am 9. November 2009 offiziell nach Herse benannt, der Tochter des Königs Kekrops aus der griechischen Mythologie.

## Bahndaten
Herse umkreist Jupiter in einem mittleren Abstand von 22.992.000 km in 714 Tagen, 11 Stunden und 17 Minuten. Die Umlaufbahn weist eine Exzentrizität von 0,2378 auf. Mit einer Neigung von 164,17° gegen die Ekliptik ist die Bahn retrograd, d. h., der Mond bewegt sich entgegen der Rotationsrichtung des Jupiter um den Planeten. 
Aufgrund ihrer Bahneigenschaften wird Herse der Carme-Gruppe, benannt nach dem Jupitermond Carme, zugeordnet.

## Physikalische Daten
Herse besitzt einen Durchmesser von etwa 2 km. Ihre Dichte wird auf 2,6 g/cm³ geschätzt. Sie ist vermutlich überwiegend aus silikatischem Gestein aufgebaut und weist eine sehr dunkle Oberfläche mit einer Albedo von 0,04 auf, d. h., nur 4 % des eingestrahlten Sonnenlichts werden reflektiert.